# 深泉学院
深泉（英語：Deep Springs），通称深泉学院（Deep Springs College），是位于美国加利福尼亚州因约县深泉的一所特殊的私立学校。
深泉学院座落於距离毕晓普40英里（64），靠近欧文斯谷的深泉谷。该学院原来的名称为“Deep Springs, Collegiate and Preparatory”（深泉大学及预科）。

## 简介
深泉学院是一所两年制学院，它也是美国最吸引人的学校之一。学院每年新生录取人数在11至15名，录取率通常只有4%左右。。目前该学院追求保持26人在校的状态，实际人数时有波动。学院有3位管理者，8至9名教授以及5名校工。教授的任期可以长达数年。
深泉学院立校的三大原则是：劳动、问学、自治。

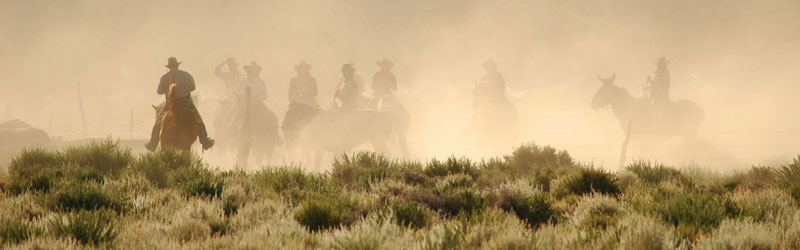
学生们和校工在赶牛。

深泉学院是一所边工作边学习的学校。除了学习以外，学生每周要在学校的农场上至少劳动20小时。学院的农场上有大片的牛群和紫花苜蓿。
除了劳动，深泉学院还拥有自己独特的管理模式——学生自治。招生手册写道：学生们能够自己决定日常生活的每一个细节，有权设置学院两个年级的课程，招聘教授与录取学生，甚至学院具体的政策，学生们也能够进行决策。
学生只需要为书本付费，而学费、住宿费和伙食费等均由奖学金承担。
学生每年可节省的全额奖学金至少50,000美元。
学生学习两年毕业后可获得准学士学位，在过去的十年内，大多数毕业生选择去著名的大学继续深造，如哈佛大学(16%)、芝加哥大学(13%)、耶鲁大学(7%)，以及布朗大学(7%)等。毕业生中有三分之二拿到学士学位，更有二分之一获得博士学位。

## 历史
洛伊希安·努恩在投资失利后于1917年创建了深泉学院，此后他一直努力建设学校直到1926年去世。努恩还于1911年为康奈尔大学建立了特路莱德协会。深泉学院目前的校长是生态学家安迪·辛克斯。

## “与世隔绝”

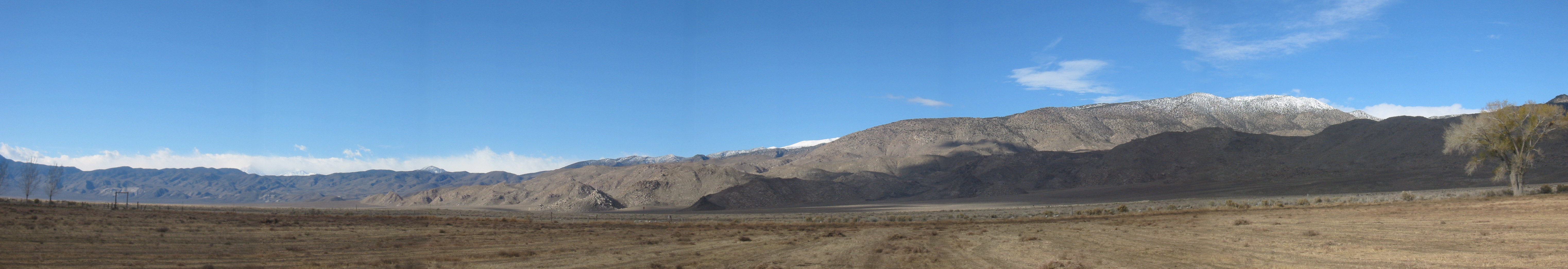
从主要牧场望向深泉谷的景色

深泉学院到毕晓普（Bishop）需要一个小时的车程，最近的城镇是加利福尼亚州的欧文斯村，学院四面环山地理位置十分孤立，每到冬季经常会因为积雪导致好几天与外界的道路联系中断。
深泉学院提倡在物质上的孤立，这也是学校哲学观中十分重要的角色，孤立可以使得学生每年有更多的时间去思考去重新审视自己的行为，学院使用加州的蓄电池发电，但2006年他们接受了一部分的太阳能电能配置加上1980年代就建立的小型水力发电站。在学院的用电高峰期时，学院也会向旧金山的太平洋天然气电力公司买电。
深泉学院原先有一条直拨的电话线贯穿怀特山脉，但是因为维修困难所以没能够长久支撑。电话线在1990年代被无线电接受所取代，无线电信号被传输到毕夏普地区的接收站。因为单一的无线电可以通过移动电台将信号传送出怀特山脉，但是在大风和暴雨这类气候恶劣的情况下信号很容易受干扰。学院也接通从人造卫星传输下来的互联网信号。

## 著名校友
深泉学院每年录取人数极少，所有毕业生也只有1000多人。
很多学生都拿过罗兹奖学金和杜鲁门奖学金，有2人获得过麦克阿瑟奖：物理学家雷蒙德·让罗斯和汉学家埃里克·穆格勒，其他知名校友如下：
- 罗伯特·艾尔德（英语：Robert B. Aird），神经学家
- 娜达尼尔·伯伦斯坦（英语：Nathaniel Borenstein），计算机科学家
- 巴尼·柴尔兹（英语：Barney Childs），作曲家
- 查尔斯·科林伍德（英语：Charles Collingwood (journalist)），CBS记者
- 诺顿·道奇（英语：Norton Dodge），经济学家
- 托马斯·法尔查德（英语：Thomas E. Fairchild），政治家，法官
- 格伦·福岛（英语：Glen Fukushima）（日本裔），商人
- 菲利普·哈娜瓦特（英语：Philip Hanawalt），生物学家
- 大卫·希兹（英语：David Hitz），计算机工程师
- 华特·伊萨松，记者
- 本杰明·库克尔（英语：Benjamin Kunkel），作家
- 基姆·沃林（英语：Jim Olin），美国国会议员
- 赫伯特·莱希（英语：Herbert_Reich_(engineer)），电子工程师，发明家
- 彼得·洛克（英语：Peter Rock），作家
- 古斯塔夫斯·希门斯（英语：Gustavus Simmons），译码者
- 罗伯特·斯普罗尔（英语：Robert Sproull），物理学家，教育工作者
- 朱利安·斯图尔特，人类学家
- 威廉·汉佛（英语：William vanden Heuvel），外交官
- 威廉·沃尔曼，作家
- 塞拉斯·华纳（英语：Silas Warner），计算机程序员